# Rendez-vous dangereux
Rendez-vous dangereux est le 14e épisode de la saison 7 de la série télévisée Buffy contre les vampires.

## Résumé
Giles a du mal à accepter la décision que Buffy a prise de faire enlever la puce de Spike. Plus tard, au lycée, Buffy enquête sur le principal Wood mais ce dernier la surprend dans son bureau. Il l'invite à dîner au restaurant ce que Buffy, surprise, accepte. De son côté, Alex a rencontré une séduisante jeune femme et a aussi un rendez-vous avec elle le soir même. 
Alors que Buffy et Robin Wood sont sur le chemin du restaurant, ils sont attaqués par un groupe de vampires. Buffy en tue la plupart mais a la surprise de constater que Wood en a tué deux. Au restaurant, le proviseur lui révèle qu'il est un chasseur de démons « freelance » et que sa mère était une Tueuse qui a été tuée par un vampire alors qu'il avait quatre ans. Alex, quant à lui, s'aperçoit pour son plus grand malheur que son rendez-vous est en fait un démon qui travaille pour la Force. 
La Force apparaît aussi à Andrew sous les traits de Jonathan et tente de le persuader de tuer des Potentielles mais Andrew résiste. Il révèle les tentatives de la Force à Willow qui lui fait porter un micro au cas où la Force laisserait échapper des informations intéressantes. La Force le découvre mais non sans avoir auparavant révélé qu'il n'était pas encore temps d'utiliser Spike à nouveau.
Willow reçoit alors un message codé d'Alex lui indiquant qu'il est retenu au lycée par un démon et lui demandant de l'aide. Spike va chercher Buffy au restaurant, interrompant son rendez-vous. Tous les trois se rendent alors au lycée où ils arrivent juste à temps pour sauver Alex et empêcher l'ouverture du Sceau de Danzalthar. Cependant, au cours du combat, Wood découvre que Spike est un vampire.
De retour chez les Summers, Spike dit à Buffy qu'il a l'intention de quitter la ville pour empêcher la Force de l'utiliser mais Buffy le retient en lui disant qu'elle a besoin de lui. La Force apparaît à Robin Wood sous les traits de sa mère, Nikki Wood, et lui apprend que c'est Spike qui l'a tuée.